# Paul Lotman
Paul Michael Lotman (Lakewood, 3 novembre 1985) è un pallavolista statunitense.
Gioca nel ruolo di schiacciatore nei Calicut Heroes.

## Carriera

### Club
La carriera di Paul Lotman inizia tra le file della squadra della sua università, la CSU Long Beach: partecipa anna NCAA Division I dal 2004 al 2008, saltando tuttavia la prima annata, e ricevendo qualche riconoscimento individuale, tra i quali spicca quello di National Player of the Year.
Inizia la carriera da professionista a Porto Rico coi Plataneros de Corozal, partecipando alla Liga de Voleibol Superior Masculino 2008 e vincendo lo scudetto; in seguito si trasferisce al PAOK, in Grecia, per l'A1 Ethnikī 2008-09. Nel stagione 2009-10 viene ingaggiato dallo Stade Poitevin, nella Ligue A francese, e, nella stagione successiva, dal BluVolley Verona, nella Serie A1 italiana.
Nel campionato 2011-12 viene ingaggiato dall'Asseco Resovia, nella Polska Liga Siatkówki, conquistando, in quattro annate, tre scudetti e la Supercoppa polacca 2013. Nel campionato 2015-16 viene ingaggiato dallo Charlottenburg, club militante nella 1. Bundesliga tedesca, aggiudicandosi la Coppa di Germania, la Coppa CEV e il campionato.
Dopo un periodo di inattività, torna in campo col Blizzard, aggiudicandosi lo NVA Showcase 2017, torneo nel quale viene premiato come MVP; nel gennaio 2018 firma con la formazione Indonesiana del Jakarta BNI, per la Proliga 2018. In seguito firma per i 
Calicut Heroes, con cui partecipa alla prima edizione della Pro Volleyball League indiana.

### Nazionale
Nell'estate del 2007 vince la medaglia d'oro alla XXIV Universiade con la nazionale universitaria. Fa quindi il suo esordio in nazionale maggiore, vincendo la Coppa panamericana 2008, mentre un anno dopo partecipa al campionato nordamericano 2009, dove raggiunge la finale, bissata nel 2011.
In seguito si aggiudica la medaglia d'oro alla World League 2014 e quella di bronzo nell'edizione 2015, oltre alla medaglia d'argento alla NORCECA Champions Cup 2015 e quella d'oro alla Coppa del Mondo 2015.

## Palmarès

### Club
- Campionato portoricano: 1

2008
- Campionato polacco: 3

2011-12, 2012-13, 2014-15
- Campionato tedesco: 1

2015-16
- Supercoppa polacca: 1

2013
- Coppa di Germania: 1

2015-16
- NVA Showcase: 1

2017
- Coppa CEV: 1

2015-16

### Nazionale (competizioni minori)
- Universiadi 2007
- Coppa panamericana 2008
- NORCECA Champions Cup 2015

### Premi individuali
- 2008 - National Player of the Year
- 2008 - All-America First Team
- 2017 - NVA Showcase: MVP